# Gaius Caballius Priscus

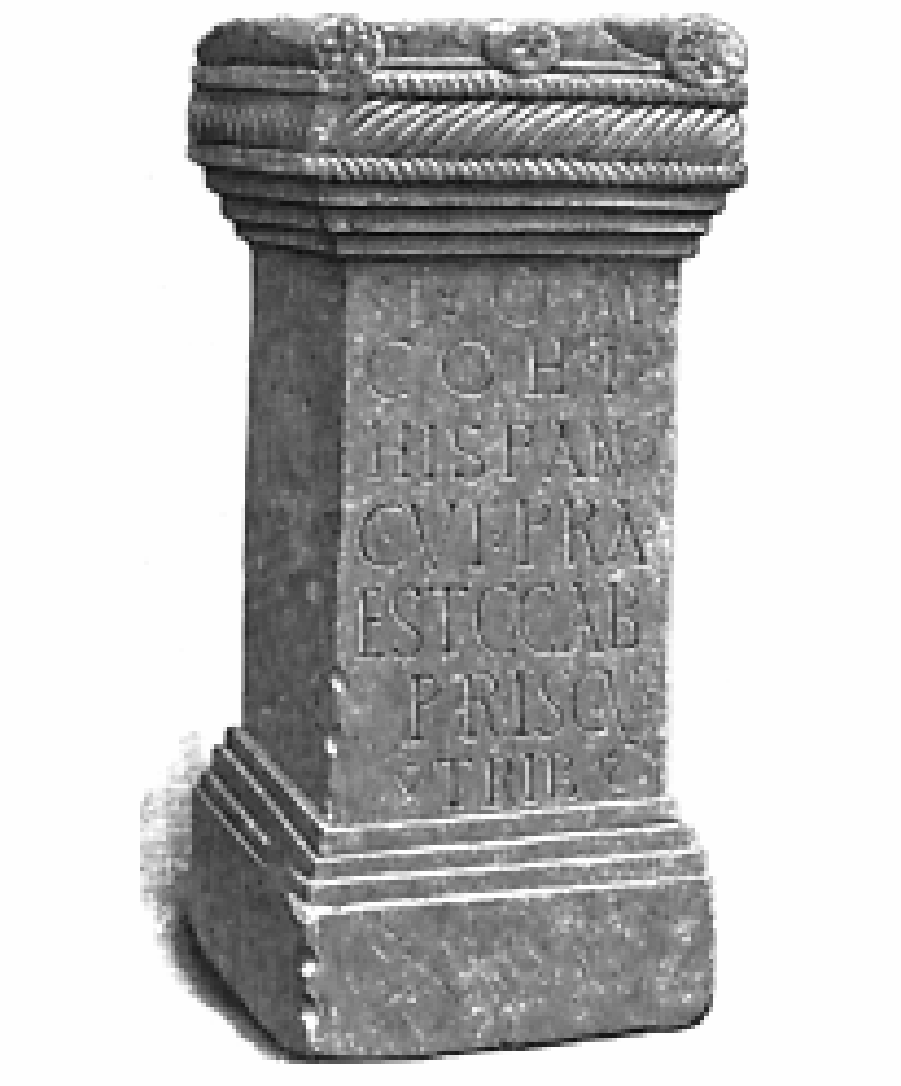
Einer von den vier Altären, die Gaius Caballius Priscus beim Kastell Alauna errichten ließ

Gaius Caballius Priscus war ein im 2. Jahrhundert n. Chr. lebender Angehöriger des römischen Ritterstandes (Eques).
Durch eine Weihinschrift auf einem Altar, der beim Kastell Alauna (Maryport) gefunden wurde und der auf 122/138 datiert wird, ist belegt, dass Priscus Kommandeur (Tribunus) der Cohors I Hispanorum war, die zu diesem Zeitpunkt in der Provinz Britannia stationiert war.
Priscus ließ noch drei weitere Altäre aufstellen, bei denen aber der Name der Einheit nicht angegeben ist. Da er dem Jupiter (Iovi Optimo Maximo) vier Altäre weihte, die nahe dem Exerzierplatz des Kastells aufgestellt wurden, war er für mindestens drei Jahre Kommandeur der Kohorte.